# Acholotermes
Xylochomitermes es un género de termitas isópteras perteneciente a la familia Termitidae que tiene las siguientes especies:
1. Acholotermes chirotus
2. Acholotermes epius
3. Acholotermes imbellis
4. Acholotermes socialis
5. Acholotermes tithasus